# Bitit
Bitit  (in arabo بطيط‎?) è un centro abitato e comune rurale del Marocco situato nella provincia di El Hajeb, regione di Fès-Meknès. Conta una popolazione di 14 316 abitanti (censimento 2014).